# Eleftherios Venizelos (Chania)
Eleftherios Venizelos (griechisch Δημοτική Ενότητα Ελευθερίου Βενιζέλου) ist ein Gemeindebezirk der Gemeinde Chania auf der griechischen Insel Kreta.

## Lage
Der Gemeindebezirk Eleftherios Venizelos liegt im nordöstlichen Teil des Regionalbezirks Chania und ist ein geographisch zentrales Gebiet innerhalb der Grenzen der Gemeinde Chania. Er grenzt im Norden an den Gemeindebezirk Chania, etwa auf der Höhe des Klosters Chrysopigi, während sie sich im Süden bis zu den Bergen des Gemeindebezirks Keramia auf der Höhe der Kirche Agios Georgios erstreckt. Sie grenzt im Westen an Theriso und im Osten an Souda. 45 % seiner Fläche sind Tiefland, während die Gesamtfläche des Bezirks als Halbgebirge eingestuft wird. 56 % des Gebiets sind Ackerland und 33 % sind Weideland.
Im Süden von Eleftherios Venizelos liegt die Schlucht von Mournies, die bei Panagia im benachbarten Gemeindebezirk Keramia beginnt. Ebenso liegen hier die Schluchten von Agios Georgios in Mournies und Nerokourou.
In Mournies wurde der griechische Politiker Eleftherios Venizelos geboren.

## Verwaltungsstruktur
Der heutige Gemeindebezirk Eleftherios Venizelos wurde im Zuge der Gemeindereform 1997 durch Zusammenlegung der Gemeinde Mournies und der Landgemeinde Nekrokouros gebildet. Mit der Umsetzung der Verwaltungsreform 2010 (Kallikratis-Programm) wurde die Gemeinde Eleftherios Venizelos mit weiteren sieben Gemeinden zur neuen Gemeinde Chania zusammengelegt, in der sie einen Gemeindebezirk bildet.
| Lokale Selbstverwaltung | griechischer Name             | Code     | Fläche (km²) | Einwohner 2001 | Einwohner 2011 | Dörfer und Siedlungen |
| ----------------------- | ----------------------------- | -------- | ------------ | -------------- | -------------- | --------------------- |
| Mournies                | Δημοτική Κοινότητα Μουρνιών   | 74010301 | 7,302        | 6.481          | 7.614          | Mournies, Kryo Nero   |
| Nekrokouros             | Δημοτική Κοινότητα Νεροκούρου | 74010302 | 11,557       | 4.105          | 5.531          | Nekrokouros           |
| Gesamt                  | Gesamt                        | 740103   | 18,859       | 10.586         | 13.145         |                       |